# Protopunk

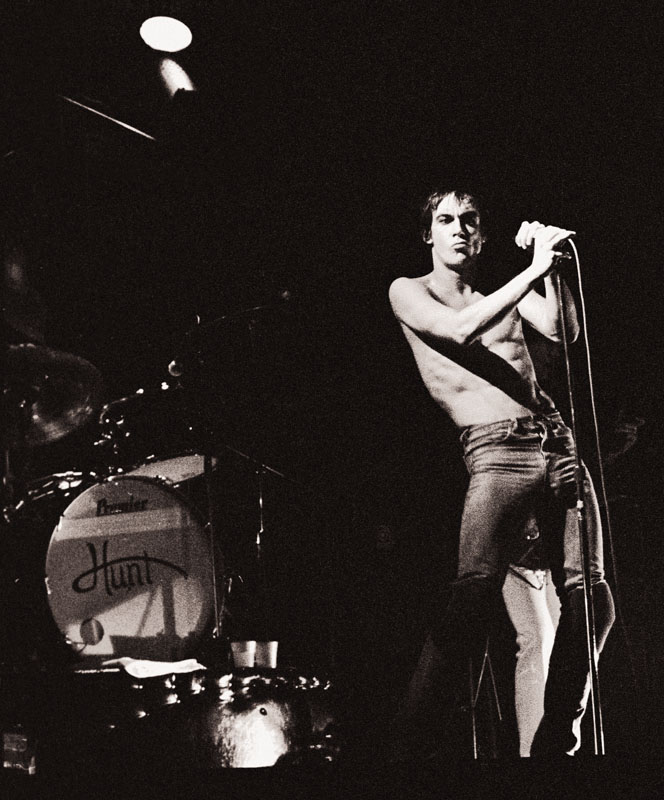
Iggy Pop från bandet the Stooges, 1977

Protopunk var artister och band som kan sägas ha föregått den egentliga punken. Det handlar om band och soloartister som visat sig vara viktiga inspirationskällor till punkbanden men även andra band som påminde attitydmässigt och/eller musikaliskt om punkrocken. Det finns inte ett enda uttryck som passar in på alla, utan banden kunde skilja sig mycket åt. 

## Historia
Många av de band som kallas protopunk var garage-band från 1960- och det tidiga 1970-talet, men bland de som inspirerade och influerade punken fanns även glamrock-band som New York Dolls, T.Rex och Roxy Music, samt artister som Patti Smith. Patti Smith kom sen själv liksom Television, att själv bli en del av den tidiga punkscenen i New York 1975-76.
Många protopunk-band hade gemensamt att de inte bara utmanade musiketablissemanget utan även hippie- och flower power-rörelsens positiva inställning och kärleksbudskap och att deras sound ofta var naket och rått även om musiken inte var hård och aggressiv. Det gäller dock inte bandet Los Saicos, verksamma några år på 60-talet, som anses vara det första punkbandet i världen, eftersom de, jämfört med band som Ramones på 70-talet, var mycket mer aggressiva.

## Lista på artister som kan klassas som protopunk
- Los Saicos
- MC5
- The Stooges
- New York Dolls
- The Sonics
- Jonathan Richman/The Modern Lovers
- Patti Smith
- Velvet Underground
- David Bowie
- Roxy Music
- T.Rex
- The Doors
- Alice Cooper
- The Who
- Television
- Captain Beefheart
- John Cale
- Lou Reed
- Mott the Hoople
- The Dictators
- Namelosers
- Madmen